# Constantine (phim)
Kẻ trừ tà (tên gốc tiếng Anh: Constantine) là một bộ phim hành động, siêu nhiên và kinh dị của đạo diễn Francis Lawrence được công chiếu vào năm 2005 với các diễn viên Keanu Reeves trong vai John Constantine và các diễn viên Rachel Weisz, Shia LaBeouf, Tilda Swinton và Djimon Hounsou. Bộ phim dựa trên truyện tranh Vertigo Hellblazer, với các yếu tố cốt truyện lấy từ những tình tiết rùng rợn, kinh di kinh hoàng. Keanu Reeves thủ vai John Constantine, một thầy trừ tà yếm thế với khả năng nhận thức và giao tiếp với chân thân của các bán thiên thần và bán quỷ cùng với khả năng di chuyển giữa thiên đường và địa ngục.
Constantine được phát hành tại Hồng Kông vào ngày 8/2/2005 và ở Hoa Kỳ và Canada vào ngày 18/2/2005. Phim đạt doanh thu 230.9 triệu USD trên kinh phí khoảng 70-100 triệu USD, tuy nhiên nhận được đánh giá trái chiều từ các nhà phê bình. Phần tiếp theo của phim hiện đang được lên kế hoạch sản xuất.

## Tóm tắt
Ở Mexico, một người nhặt rác tên Manuel tìm thấy một mũi nhọn, vốn là ngọn Thánh Thương mà một người lính La Mã đã dùng để đâm chết Chúa Jesus, quấn trong một lá cờ Đức Quốc Xã trong đống đổ nát của một nhà thờ cũ. Manuel lập tức bị nhập và mang ngọn thương đến Los Angeles.
Tại đó, chuyên gia huyền học yếm thế John Constantine trục xuất thành công một con quỷ toan sử dụng cơ thể của một cô gái để đột nhập vào Trái đất, điều vốn không thể xảy ra theo nguyên tắc của một hiệp ước giữa Chúa và Quỷ dữ. Constantine gặp thiên thần lai Gabriel và yêu cầu được cứu thoát khỏi cái chết đang cận kề do ung thư phổi giai đoạn cuối để trả ơn cho công việc trừ tà mà anh đã làm bấy lâu. Gabriel cho John biết rằng làm việc nghĩa vì động cơ ích kỷ sẽ không đảm bảo cho anh đến được miền cực lạc sau khi chết.
Trong lúc đó, ở một nơi khác trong thành phố, thanh tra Angela Dodson đang điều tra vụ tự tử do nhảy xuống từ nóc bệnh viện của người chị em song sinh Isabel. Không tin rằng Isabel, một người Công giáo sùng đạo lại tự tử để tự đày mình xuống địa ngục, và nghe được Isabel nhắc đến tên Constantine khi xem camera an ninh, Angela tìm đến và nhờ Constantine giúp điều tra cái chết của em gái. Vốn dĩ từ chối giúp đỡ, Constantine đổi ý sau khi giúp Angela đánh đuổi một đám quỷ theo đuổi cô. Constantine thực hiện một nghi lễ xuất hồn đến địa ngục và xác nhận là Isabel đã tự tử. Anh kể với Angela về việc mình đã tự sát khi còn là thiếu niên do sang chấn tâm thần đến từ việc nhìn thấy các sinh vật siêu nhiên. Hành động này khiến John bị nguyền rủa xuống địa ngục sau khi chết.
Ở nhà xác, Cha Hennessy, một người bạn và đồng nghiệp của John với khả năng thấu thị, phát hiện được một biểu tượng trên cánh tay của tử thi của Isabel tuy nhiên lại bị quỷ lai Balthazar giết chết. Constantine và Angela tìm thấy biểu tượng Hennessy đã khắc vào lòng bàn tay khi họ khám xét thi thể của Hennessy tại hiện trường vụ án.
Angela cũng tìm được manh mối do Isabel để lại trong phòng bệnh có liên quan đến nội dung của một chương trong Kinh thánh địa ngục. Beeman, một người bạn và đồng minh của Constantine, trước khi bị Balthazar thủ tiêu, cho hai người biết biểu tượng được tìm thấy là của ác quỷ Mammon, con trai của Lucifer và nội dung chương đó tiên tri rằng Mammon muốn lật đổ cha mình để  thống trị thế giới thông qua "một nhà ngoại cảm hùng mạnh và thần thánh trợ lực". Isabel chính là nhà ngoại cảm và đã tự sát để ngăn chặn Mammon. Angela tiết lộ là cô cũng có những khả năng ngoại cảm như Isabel nhưng tự áp chế mình để tránh bị cho là tâm thần như em gái. Constantine giúp cô kích hoạt lại những khả năng này thông qua một trải nghiệm cận tử. Cô sử dụng những khả năng này để xác định vị trí của Balthazar
Thông qua tra vấn Balthazar, Constantine biết được "sự giúp sức thần thánh" để Mammon vượt qua ranh giới giữa hai miền không gian chính là máu của Chúa trên Thánh thương và "nhà ngoại cảm hùng mạnh" đóng vai trò vật chủ là Angela, thay thế cho Isabel. Một thực thể vô hình xuất hiện và tiêu diệt Balthazar đồng thời bắt cóc Angela. Constantine, với sự giúp sức của pháp sư Papa Midnite, xuất hồn để truy tìm vị trí của Angela (hiện đã bị Mammon nhập). Constantine cùng trợ tá và người lái xe Chas Kramer trang bị vũ khí, xông vào nơi Angela đang bị giữ (chính là bệnh viện nơi Isabel tự sát), tiêu diệt lũ quỷ canh gác và cứu Angela. Tuy nhiên, khi Mammon có vẻ như đã bị John và Chas hợp lực trục xuất, Chas lập tức bị một lực lượng vô hình hiện nguyên hình là Gabriel giết chết. Vì ghét bỏ sự ưu ái và bao dung của Chúa dành cho kể cả những kẻ xấu xa nhất của loài người, thiên thần này muốn đưa địa ngục đến thế giới để những kẻ sống sót thực sự xứng đáng với tình yêu của Chúa. Gabriel vô hiệu hóa Constantine và chuẩn bị đưa Mammon đến thế giới bằng cách đâm Thánh thương qua Angela.
Tuyệt vọng, Constantine cắt cổ tay tự sát để triệu hoán Lucifer vì biết rằng linh hồn mình sẽ được Quỷ dữ đích thân đến lấy đi. Thời gian ngừng lại khi  ông ta hiện thân và Constantine thuyết phục ông can thiệp và ngăn chặn kế hoạch của Mammon. Gabriel muốn thu phục Lucifer nhưng phát hiện ra Chúa đã bỏ rơi mình vì đồng lõa với kế hoạch này. Lucifer đốt bỏ cánh của thiên thần và trục xuất Mammon về địa ngục.Hạ hồi, Lucifer muốn trả ơn bằng cách chữa lành cho Constantine nhưng thay vào đó, anh đã yêu cầu cho Isabel được thả tự do về thiên đường. Lucifer y lời thực hiện nhưng cùng lúc đó, Constantine bắt đầu thăng thiên do hy sinh vô tư của mình. Lucifer ngay lập tức chữa lành vết thương cũng như toàn bộ bệnh ung thư phổi của Constantine, tức khắc cứu sống anh vì ông ta tin rằng theo thời gian, Constantine sẽ chứng minh mình thực sự thuộc về địa ngục.
Sau khi đấm Gabriel đến chảy máu, một biểu hiện cho thấy thiên thần đã trở thành người phàm, Constantine giao phó cho Angela trách nhiệm giấu Thánh thương đi ở nơi kể cả anh cũng không tìm ra, đồng thời cai thuốc lá. Trong một cảnh hậu danh, Constantine và Angela đến thăm mộ Chas và chứng kiến linh hồn người trợ tá thăng thiên.

## Diễn viên
- Keanu Reeves trong vai John Constantine, một kẻ nghiện thuốc lá nặng với khả năng nhận thức được chân thân của quỷ lai và thiên thần lai. John tin rằng bản thân đã bị đày đọa vào địa ngục vì đã cố tự sát - một trọng tội - và mắc bệnh ung thư phổi giai đoạn cuối.
- Rachel Weisz trong vai Angela Dodson, một thám tử nhiều phiền muộn của sở cảnh sát Los Angeles điều tra vụ tự sát của người chị song sinh của mình, là Isabel (cũng do Weisz thủ vai). Weisz cũng đóng vai Mammon, con trai của Lucifer, kẻ không kiên nhẫn chờ đợi triều đại của cha mình trên Trái đất và sử dụng cơ thể của Angela như một phương tiện để thoát khỏi địa ngục và thống trị thế giới.
- Shia LaBeouf trong vai Chas Kramer, một tài xế và cũng là học trò của John Constantine. Chas rất quan tâm đến huyền học và giúp đỡ John bất cứ khi nào có thể để học tập kiến thức và kinh nghiệm.
- Tilda Swinton trong vai Tổng lãnh thiên thần Gabriel, một thiên thần lai, được miêu tả là có vẻ ngoài song tính, có thái độ khinh miệt loài người, là người âm mưu giải phóng Mammon khỏi địa ngục để đưa địa ngục đến Trái đất.
- Pruitt Taylor Vince trong vai Cha Hennessy, một người nghiện rượu mắc chứng mất ngủ có khả năng thấu thị. Anh ta đeo một bùa hộ mệnh để xua đuổi các giọng nói siêu nhiên khỏi đầu mình.
- Djimon Hounsou trong vai Papa Midnite, một cựu pháp sư từng dạn dày chinh chiến chống lại địa ngục. Sau khi tuyên thệ trung lập (trừ khi một bên cố tình làm lệch cán cân sức mạnh), ông đã mở một hộp đêm để làm nơi gặp gỡ trung lập cho cả hai bên trong cuộc chiến giữa thiên đường và địa ngục.
- Gavin Rossdale trong vai Balthazar, một con quỷ "lai" có nhiều ân oán với John Constantine.
- Peter Stormare trong vai Lucifer Morningstar, một tổng thiên sứ sa ngã, chúa tể của địa ngục, người đang tiến hành chiến tranh ủy nhiệm với Chúa để giành lấy linh hồn của cả nhân loại. Lucifer ghét John Constantine đến mức linh hồn của anh ta là linh hồn duy nhất anh ta từng đến để đích thân thu thập.
- Max Baker trong vai Beeman, một người bạn của John Constantine với hiểu biết sâu rộng về các vật liệu huyền học và côn trùng. Anh ta là người cung cấp thánh vật và thông tin cho John.
- Jesse Ramirez trong vai Manuel, một người nhặt rác và đồ có giá trị, người tìm thấy ngọn Thánh thương trong một đống đổ nát của nhà thờ. Anh ta bị nhập và đem ngọn thương đến Los Angeles.

## Sản xuất
Nhân vật John Constantine được giới thiệu bởi nhà văn / nhà sáng tạo truyện tranh Alan Moore trong khi viết Swamp Thing, xuất hiện lần đầu ở đó vào tháng 6 năm 1985. Năm 1988, nhân vật này được đặt tên truyện tranh của riêng mình, Hellblazer, được xuất bản bởi DC Comics - một công ty lớn nhất và phổ biến nhất hoạt động trong thị trường sách truyện tranh của Mỹ.
Nhà sản xuất Lauren Shuler Donner bắt đầu phát triển bộ phim vào năm 1997. Năm 1999, Paul Hunter được tham gia làm đạo diễn, được thay thế bởi Tarsem Singh vào năm 2001. Warner Bros. hy vọng Singh có thể bắt đầu đóng phim vào năm 2002 với Nicolas Cage được gắn vào ngôi sao trong vai chính nhưng Singh đã bỏ ngang, dẫn đến các vụ kiện phản đối từ Singh và Warner Bros. Keanu Reeves bắt đầu được gắn vào năm 2002. Alan Moore, người sáng tạo ban đầu của John Constantine, đã thất vọng vì các bản chuyển thể trước của truyện tranh From Hell và The League of Extra Extra Gentlemen ( Liên minh những quý ông phi thường ) và từ chối ghi công cho bộ phim, yêu cầu phân phối tiền bản quyền của anh ấy cho những người sáng tạo khác.
Constantine được viết bằng cách sử dụng một số yếu tố trong cốt truyện "Những thói quen nguy hiểm" của Garth Ennis (số 41–46) và những yếu tố khác, chẳng hạn như sự bao gồm của Papa Midnite, từ bìa mềm thương mại Original Sins. Bộ phim đã thay đổi một số khía cạnh của tài liệu gốc, bao gồm một số thay đổi về mặt thẩm mỹ đối với ngoại hình của nhân vật chính, ví dụ như Reeves đã đóng vai này với giọng và màu tóc tự nhiên của anh ấy trong khi nhân vật gốc được cố tình vẽ để giống với nhạc sĩ người Anh Sting  và đến từ Liverpool. Câu chuyện của phim lấy bối cảnh ở Los Angeles, và đạo diễn đã biện minh cho việc chuyển từ Anh sang Anh bằng cách tuyên bố rằng truyện tranh không chỉ lấy bối cảnh ở London.
Những thay đổi khác đối với nhân vật đã được thực hiện, chẳng hạn như cho anh ta khả năng ngoại cảm để nhìn thấy "người lai" giống như họ thực sự.  Khả năng đó, trong phim, là nguyên nhân khiến anh ta cố gắng tự tử và dẫn đến sự chết tiệt của anh ta chứ không phải là sự kiện quan trọng trong truyện tranh, nơi anh ta triệu hồi một con quỷ giết chết một cô gái trẻ. Độ phân giải của cốt truyện ung thư phổi trong phim cũng được sửa đổi;  Lucifer sẵn lòng cứu Constantine đã được chuộc lại để cho anh ta cơ hội thứ hai rơi xuống thay vì bị lừa làm như vậy như đã thấy trong truyện tranh. Các cảnh có nữ diễn viên Michelle Monaghan trong vai người yêu của Constantine, một con quỷ lai có tên Ellie dựa trên succubus Ellie trong truyện tranh Hellblazer, đã bị cắt khỏi phim để khiến Constantine trở thành một nhân vật cô đơn hơn.
Tựa phim được đổi từ Hellblazer thành Constantine để tránh nhầm lẫn với các phim của Clive Barker . Bản thân bộ truyện tranh ban đầu được đặt tên là Hellraiser nhưng cũng đã được cải biên để tránh nhầm lẫn với bộ phim, phát hành vào năm trước.
Đạo diễn Lawrence quyết định đặt ý tưởng về Địa ngục "dựa trên địa lý của những gì xung quanh chúng ta bây giờ." Ông giải thích thêm:
Đó thực sự là sự kết hợp giữa tôi và người giám sát hiệu ứng hình ảnh và nhà thiết kế sản xuất đang ngồi xuống và tìm ra sự phát triển sinh học đang phát triển trên khắp các ô tô và những gì trông như thế nào và bảng màu.  Và chúng tôi bắt đầu xem các phim thử nghiệm hạt nhân từ những năm 1940 về các vụ nổ hạt nhân và quyết định rằng sẽ thật tuyệt nếu cảnh quan không chỉ bạo lực với những sinh vật này mà còn cả bầu không khí.  Vì vậy, chúng tôi quyết định rằng nó là một vụ nổ hạt nhân vĩnh cửu ngoại trừ không có gì thực sự bị xóa sổ bởi vì nó vĩnh cửu và nó liên tục diễn ra.

## Âm Nhạc
Constantine: Original Motion Picture Soundtrack là một album nhạc nền năm 2005 từ bộ phim cùng tên. Nhạc nền bao gồm những bản nhạc giao hưởng, tổng hợp các bài hát trong phim của dàn nhạc, được thực hiện bởi The Hollywood Studio Symphony và The Hollywood Film Chorale, nhạc nền được sáng tác bởi Brian Tyler, nhà soạn nhạc cho các bộ phim như Eagle Eye, Fast & Furious, và Klaus Badelt ( Nhà soạn nhạc cho loạt phim Disney Pirates of the Caribbean).
Các bài hát như "Passive" của A Perfect Circle (được phát hành cùng với bộ phim và được nghe trên quầy bar của Midnite) và "Take Five" của The Dave Brubeck Quartet (được nghe trên đĩa hát do Constantine phát) thì không được đề cập. Nhạc phim bị phê phán dữ dội bởi Allmusic, họ gọi nó là: "sáo rỗng và công thức một cách giáo điều".
Mặc dù sáo rỗng và mang tính tôn giáo, nhà soạn nhạc Brian Tyler đã tạo ra một điểm số đáng sợ thích hợp cho bộ phim chuyển thể mới nhất của DC Comics, Constantine. Dựa trên loạt phim Hellblazer nổi tiếng, phim theo chân một nhà huyền bí học hút thuốc lá và một sĩ quan cảnh sát đa nghi đi khắp các đường phố của Los Angeles để tìm kiếm manh mối của một vụ giết người. Thay vào đó, họ tìm thấy rất nhiều quỷ và Cổng địa ngục, dẫn đến rất nhiều dàn hợp xướng ma quái, dây đàn bất hòa, bộ gõ sấm sét và đoạn trống bắt buộc ở cuối phim. Brian Tyler không làm gì để tách ra khỏi cái bẫy của nhạc phim kinh dị hiện đại truyền thống, nhưng nhạc phim đủ khả thi để không làm gián đoạn dòng chảy của bộ phim.
| Constantine: Original Motion Picture Soundtrack |                    |
| Album nhạc nền của Brian Tyler và Klaus Badelt  |                    |
| Ra mắt                                          | 15 tháng 2, 2005   |
| Thu âm                                          | 2004               |
| Thể loại                                        | Nhạc phim Nhạc nền |
| Độ dài                                          | 51:47              |
| Hãng thu                                        | Varèse Sarabande   |

| No. | Tựa bài                |
| --- | ---------------------- |
| 1.  | Destiny                |
| 2.  | The Cross Over         |
| 3.  | Meet John Constantine  |
| 4.  | Confession             |
| 5.  | Deo et Patri           |
| 6.  | Counterweight          |
| 7.  | Into the Light         |
| 8.  | I Left Her Alone       |
| 9.  | Resurrection           |
| 10. | Circle of Hell         |
| 11. | Last Rites             |
| 12. | Encountering a Twin    |
| 13. | Flight to Ravenscar    |
| 14. | Humanity               |
| 15. | John                   |
| 16. | Someone Was Here       |
| 17. | Hell Freeway           |
| 18. | Ether Surfing          |
| 19. | The Balance            |
| 20. | Absentee Landlords     |
| 21. | John's Solitude        |
| 22. | Lucifer                |
| 23. | Rooftop                |
| 24. | Constantine End Titles |

## Phát hành

### Thuộc sân khấu
Ngày phát hành được công bố ban đầu là ngày 17 tháng 9 năm 2004, nhưng sau đó đã bị dời lại. Mặc dù bộ phim dự định được xếp hạng  PG-13, nhưng lại nhận được xếp hạng R từ Hiệp hội Điện ảnh, mà đạo diễn Francis Lawrence cho là do âm điệu tôn giáo của bộ phim.

### Phương tiện truyền thông
Phim được phát hành trên VHS và DVD vào năm 2005. Warner Home Video thông báo rằng phim sẽ được phát hành trên HD DVD vào ngày 28 tháng 3 năm 2006. Đây sẽ là một trong những tựa phim sớm nhất được phát hành trên định dạng phương tiện đó. Tuy nhiên, sự chậm trễ dẫn đến thời gian ra mắt của định dạng HD DVD (mà đẩy lùi sự ra đời của rất nhiều các danh hiệu ban đầu công bố), Constantine cuối cùng xuất hiện lần đầu tiên trên HD DVD vào ngày 6 tháng 6 năm 2006. Warner Home Video phát hành một đĩa Blu-ray Disc phiên bản của phim vào ngày 14 tháng 10 năm 2008.
Phim được phát hành trên VHS và DVD vào năm 2005. . Warner Home Video thông báo rằng phim sẽ được phát hành trên HD DVD vào ngày 28 tháng 3 năm 2006.  Đây sẽ là một trong những tựa phim sớm nhất được phát hành trên định dạng phương tiện đó. Tuy nhiên, sự chậm trễ đến sự ra mắt của định dạng HD DVD sau (mà đẩy lùi sự ra đời của rất nhiều các danh hiệu ban đầu công bố), Constantine cuối cùng xuất hiện lần đầu trên HD DVD vào ngày 06 tháng 6, 2006. Warner Home Video phát hành một đĩa Blu-ray Disc phiên bản của phim vào ngày 14 tháng 10 năm 2008.

## Sự thu nhận

### Phòng vé
Constantine ra mắt ở các rạp phim vào ngày 18 tháng 2 năm 2005, tại 3,006 địa điểm, thu về 29,8 triệu đô la trong tuần đầu công chiếu và xếp thứ hai sau tuần thứ hai của phim Hitch. Bộ phim kết thúc công chiếu vào ngày 16 tháng 6 năm 2005, thu về 76 triệu đô la ở Hoa Kỳ và Canada, và 154,9 triệu đô la ở các lãnh thổ khác, với tổng số tiền trên toàn thế giới là 230,9 triệu đô la so với kinh phí sản xuất trong khoảng 70-100 triệu đô la.

### Phản hồi quan trọng
Bất chấp những ý kiến trái chiều, khán giả vẫn dành cho phim một chỗ đứng nhất định với doanh thu hơn 230,9 triệu đô la. Thành công nhờ hình ảnh ấn tượng, ý tưởng về một vị Chúa Trời vô tâm đã đặt cược linh hồn của cả nhân loại với Satan, phim có thể bị nhiều người chê là ngu ngốc, nhưng các nhân vật của phim nhận được nhiều phản hồi tích cực. Trên chuyên trang tổng hợp phê bình Rotten Tomatoes , bộ phim giữ mức phê duyệt 46% dựa trên đánh giá của 230 nhà phê bình và điểm đánh giá trung bình là 5,50 / 10. Sự đồng thuận của trang web cho biết: "Mặc dù có giá trị sản xuất vững chắc và một tiền đề hấp dẫn, Constantine thiếu trọng tâm của một trò chơi tâm linh khác, The Matrix ."  Trên Metacritic , chỉ định mức trung bình có trọng số, bộ phim giữ số điểm 50 trên 100 dựa trên đánh giá của 41 nhà phê bình, cho biết "các đánh giá hỗn hợp hoặc trung bình".
Richard Corliss của tạp chí Time đã gọi đó là "một bộ phim lai có một không hai: một bộ phim hành động thần học".  Để ghi nhận các diễn viên, ông đặc biệt trích dẫn khả năng của Keanu Reeves trong việc "giữ được sức hút của anh ấy trong một khoảnh khắc ngớ ngẩn kỳ lạ" bên cạnh các màn trình diễn của Tilda Swinton, người mà anh gọi là "suy đồi hoàn toàn". Ông cũng ca ngợi việc Francis Lawrence sử dụng một số lượng đáng kể các vị trí và góc máy quay. Tuy nhiên, anh ấy chỉ trích tính cao trào của bộ phim, gọi nó là "sự ngốc nghếch không thể thay đổi".
Ella Taylor của LA Weekly đã viết, " Constantine , cuối cùng chọn thứ mà tôi chỉ có thể mô tả như một loại chủ nghĩa nhân văn siêu nhiên, không phải là không có sự thỏa mãn về mặt tinh thần của nó."  Carina Chocano của Los Angeles Times viết, "Keanu Reeves không có đối thủ khi đóng những vai thiên sai như thế này — anh ấy truyền cho họ một sự trống rỗng và thanh thản của Thiền, bằng cách nào đó, anh ấy đã vượt qua ngay cả những cảnh khó tin nhất với sự yên tĩnh , phẩm giá khiêm tốn. "
Pete Vonder Haar của Film Threat đã chấm cho bộ phim 3 sao trong số 5 sao, nói rằng "bộ phim (hầu như không) thành công, nhờ hình ảnh ấn tượng, ý tưởng về một vị Chúa không sợ hãi đang đánh cuộc với Satan cho các linh hồn, và hai cảnh vô cùng thú vị (một với Weisz, một người đóng cùng Stormare), trong đó Reeves thực sự đóng vai nhân vật của anh ta là một thằng khốn hoài nghi mà anh ta thực sự đúng như vậy. "
Jack Matthews của New York Daily News đã cho bộ phim 2,5 trên 5, nói rằng, "Đối với tất cả nỗi đau tinh thần của nó, Constantine ngớ ngẩn như những tưởng tượng."  Michael Sragow của The Baltimore Sun cũng cho bộ phim là 2 trên 5, và nói rằng, "Tất cả chỉ xảy ra như một trường hợp các nhà làm phim muốn có bánh quế và ăn nó."  Desson Thomson , một nhà văn của tờ The Washington Post , cũng có quan điểm tương tự về bộ phim,  đặc biệt là sự xoay chuyển khác biệt của bộ phim so với cuốn truyện tranh mà nó dựa trên:
Nếu bạn là một fan hâm mộ của bộ truyện tranh Hellblazer , dựa trên bộ phim này, chắc chắn bạn sẽ cần một chút phân tâm. Mối quan hệ giữa Constantine và nguồn gốc của nó, tốt nhất là không cần thiết. Sự khác biệt bắt đầu từ việc John Constantine (nhân vật của Reeves) ban đầu đến từ Liverpool, Anh. Reeves từ thành phố của John và Paul? 
Ấn phẩm hàng năm về Movie Guide của Leonard Maltin cho bộ phim xếp hạng BOMB, mô tả nó là "buồn tẻ, nói một cách nhẹ nhàng".  Nhà phê bình phim Roger Ebert cho bộ phim 1,5 trên 4 sao,  mô tả Địa ngục ("một Los Angeles hậu hạt nhân được tạo ra bởi các nhà làm phim hoạt hình với cảm giác nôn nao"), tiền đề của chính bộ phim ("Bạn sẽ nghĩ rằng Chúa sẽ là những người yêu nước ở New England của cuộc thi này, nhưng rõ ràng là có cơ hội để Satan có thể giành chiến thắng. "), các lỗ hổng trong cốt truyện, sự mâu thuẫn và các hành động chung được mô tả xuyên suốt bộ phim. một mức năng lượng cố ý tạo ra trong phim, giống như một người đã nhìn thấy Địa ngục, đi giữa đám quỷ và đang chết dần chết mòn. Anh ấy vẫn tiếp tục hút thuốc. "Anh ấy đã thêm nó vào danh sách những bộ phim" bị ghét nhất "của mình. ''

## Tiểu thuyết và trò chơi điện tử

Tiểu thuyết cùng tên của John Shirley

Để kết nối với việc phát hành bộ phim, một tiểu thuyết của John Shirley và một trò chơi điện tử chuyển thể từ bộ phim cũng đã được
sản xuất.
- Cuốn tiểu thuyết mô tả thêm bối cảnh của Địa ngục trong đó các tòa nhà được lót bằng máu thay vì vữa, và được xây bằng linh hồn

của những con vật bị đày dưới địa ngục chứ không phải xây bằng gạch.
- Trò chơi điện tử cùng tên được chuyển thể từ bộ phim là một trò chơi điện tử phiêu lưu hành động được phát triển bởi Bits Studios và được SCi Games xuất bản vào năm 2005 cho Microsoft Windows, PlayStation 2, Xbox và Điện thoại di động. Trò chơi được cấp giấy phép liên quan đến phim Constantine của Warner Bros, lấy cảm hứng từ loạt truyện tranh Hellblazer của Vertigo / DC Comics.

## Tương lai
Năm 2011, đạo diễn Francis Lawrence đã tuyên bố về phần tiếp theo:
Điều thú vị là trong những năm qua, Constantine dường như đã trở thành tâm điểm. Thật tuyệt vời khi bộ phim đã được chấp nhận và thật tuyệt vời khi tìm ra nội dung cho phần tiếp theo, nếu chúng tôi đã quyết định làm thì chúng tôi sẽ cố gắng tìm ra những ý tưởng tuyệt vời, điều đó thật tuyệt khi thực hiện phiên bản chứa nhiều sự đen tối hơn, đáng sợ hơn. Chúng ta đã bị mắc kẹt trong vùng đất kỳ lạ không có đàn ông, và chúng ta nên làm phiên bản khó khăn và hấp dẫn hơn, tôi thật sự rất muốn làm.
Vào tháng 11 năm 2012, Guillermo del Toro đã ký hợp đồng với tư cách là nhà văn và đạo diễn cho bộ phim Justice League Dark tập trung vào các nhân vật siêu nhiên của DC Comics, với John Constantine là nhân vật chính.
Đến tháng 5 năm 2019, Reeves tuyên bố rằng anh sẵn sàng tiếp tục vai diễn trong tương lai.

Vào tháng 11 năm 2020, Stormare đã thông báo trên một bài đăng trên Instagram rằng phần tiếp theo đang "trong quá trình thực hiện". Đại diện của Warner Brothers và Reeves đã không trả lời về thông tin đó.